# Alexandre Moret
Alexandre Moret (Aix-les-Bains, 19 de septiembre de 1868-París, 2 de febrero de 1938) fue un egiptólogo francés.

## Vida
De 1906 a 1923 Moret fue conservador del Museo Guimet.
En 1918 Moret sucedió a Emile Amélineau como Director de Estudios de las Religiones de Egipto dentro de la Sección Quinta de la École Pratique des Hautes Études, dedicada a la ciencia religiosa.
En 1923 se convirtió en profesor de Egiptología en el Collège de France y en 1927 miembro de la Academia Francesa. En 1926 pronunció la Frazer Lecture en la Universidad de Oxford, siendo su disertación sobre la muerte de Dios en Egipto.
Moret desarrolló un interés en la sociología durkheimiana, siendo coautor de un libro sobre la sociedad antigua con Georges Davy.

## Obra
- L'Appel au roi en Égypte au temps des pharaons et des Ptolémées 1894
- La Condition des féaux en Égypte, dans les famille, dans la société, dans la vie d'outre-tombe 1897
- Un Procés de famille sous la XIXe dynastie 1901
- Du caractère religieux de la royauté pharaonique, 1902
- Le rituel du culte divin journalier en Égypte, d'après les papyrus de Berlin et les textes du temple de Séti 1.er, à Abydos , 1902
- Études sur le calendrier égyptien, 1907
- Au temps des Pharaons, 1908. Tradujo Madame Moret como In the time of the Pharoahs, 1911
- Chronologie égyptienne, 1912
- Rois et dieux d'Égypte, 1911. Tradujo Madame Moret como Kings and Gods of Egypt, 1912
- Mystères égyptiens, 1913.
- Sarcophages de l'époque bubastite à l'époque saïte, 1913
- (con Georges Davy) Des clans aux empires; l'organisation sociale chez les primitifs et dans l'Orient ancien. Tradujo V. Gordon Childe como From Tribe to Empire: social organization among primitives and in the Ancient East, 1926
- Le Nil et la civilisation égyptienne, 1926. Tradujo M. R. Dobie como The Nile and Egyptian civilization, 1927
- La mise à mort du dieu en Egypte, P. Geuthner, 1927
- Histoire de l'Orient, tome 1: Préhistoire IVe et IIIe millénaires, Égypte - Élam - Sumer et Akkad - Babylone, PUF, 1929 - 1936
- Histoire ancienne, Première partie, 1930
- L'Égypte pharaonique, 1932
- Histoire de l'Orient, 1936